# Myrmarachne gisti
Myrmarachne gisti är en spindelart som beskrevs av Fox 1937. Myrmarachne gisti ingår i släktet Myrmarachne och familjen hoppspindlar. Inga underarter finns listade i Catalogue of Life.